# Mariana Frenk-Westheim
Marianne Helen Freund Frenk-Westheim, más conocida como Mariana Frenk, (Hamburgo, Alemania, 4 de junio de 1898 - Ciudad de México, 24 de junio del 2004) fue una escritora, hispanista, curadora de museos y traductora alemana, nacionalizada mexicana. Fue autora de cuentos y aforismos, y se le recuerda principalmente por haber vertido al alemán la obra de Juan Rulfo. Fue madre de Margit Frenk y de Silvestre Frenk, quien fue a su vez padre de Julio Frenk Mora y de Carlos Frenk Mora. Fue esposa, en segundas nupcias, del historiador del arte Paul Westheim.

## Orígenes y exilio
De origen judío sefaradí, Mariana Frenk-Westheim vivió en Alemania con sus dos hijos, Margit y Silvestre Frenk, y con su esposo, el doctor Ernst Frenk, hasta 1930, año en que la familia emigró a México debido al ascenso nazi. Se nacionalizó mexicana en 1936, y uno de sus primeros trabajos fue como traductora en el Fondo de Cultura Económica. Su esposo murió en 1957, y contrajo nupcias tiempo después con el historiador del arte Paul Westheim.

## Su obra
«Mi deseo es que al leer este librito sonrías, como yo sonreía al escribirlo.»
Mariana Frenk-Westheim

### Traducciones
Es conocida sobre todo por la traducción al alemán de Pedro Páramo (publicada en Alemania en 1958), de El llano en llamas (en 1964) y de El gallo de oro (en 1984), de Juan Rulfo, y al español de la obra de Paul Westheim (por ejemplo, el libro Mundo y vida de grandes artistas). Fue profesora en la Facultad de Filosofía y Letras de la UNAM, en la Universidad Autónoma Metropolitana y en la Universidad Iberoamericana.

### Sus libros
En 1982, Miguel Ángel Porrúa editó su minúsculo Mariposa. Eternidad de lo efímero, con dibujos de Carmen Parra y aforismos suyos (la segunda edición apareció en el 2004). En 1992, se publicó, en Joaquín Mortiz, Y mil aventuras (la segunda edición, de la Universidad Autónoma Metropolitana, salió en 1997, y la tercera, de Siglo XXI, en el 2001. En el 2002 apareció, en Alemania, Tausend Reime für Grosse und Kleine. Die Tier- und Dingwelt alphabetisch vorgestellt ("Mil rimas para grandes y pequeños. El mundo de los animales y las cosas, en orden alfabético"). Ese mismo año, escribió "lo que es probablemente su última obra, el minicuento" Brevísima historia de amor.